# Kalinówka (gmina)
Kalinówka – dawna gmina wiejska istniejąca w latach 1915–1954 na Białostocczyźnie. Siedzibą gminy była Kalinówka Kościelna.

## I wojna światowa (1915–1919)
Gminę Kalinówka z siedzibą w Kalinówce Kościelnej utworzono podczas I wojny światowej powiecie białostockim z części obszarów rosyjskich gmin Przytulanka, Obrubniki, Krypno i Jaświły.

## II Rzeczpospolita (1919–1939)
W 1919 roku gmina weszła w skład powiatu białostockiego w woj. białostockim. Według Powszechnego Spisu Ludności z 1921 roku gminę zamieszkiwało 8769 osób, wśród których 7.115 było wyznania rzymskokatolickiego, 315 prawosławnego, 5 ewangelickiego, 1315 mojżeszowego i 9 mahometan. Jednocześnie 7.312 mieszkańców zadeklarowało polską przynależność narodową, 168 białoruską, a 1279 żydowską. W gminie było 1435 budynków mieszkalnych.
16 października 1933 gminę Kalinówka podzielono na 38 gromad: Bagno, Brzozówka, Chobotki-Kolonia, Chobotki-Wieś, Ciesze, Dudki, Guzy, Jasionóweczka, Jasionówka, Jaskra, Kalinówka Kościelna, Kalinówka Królewska, Kamionka, Kąty, Koleśniki, Konopczyn, Koziniec, Krasne Folwarczne, Krasne Małe, Krasne Stare, Kropiwnica, Krzeczkowo, Krzywa, Łękobudy, Łupichy, Milewskie, Mońki, Ogrodniki, Potoczyzna, Przytulanka, Rusaki, Rutkowskie Małe, Sikory, Słomianka, Starowola, Szpakowo, Waśki i Wójtowce.

## II wojna światowa (1939–1944)
Podczas II wojny światowej gmina znajdowała się przejściowo poza administracją polską.

## PRL (1944–1954)
Po wojnie gmina należała do powietu białostockiego w woj. białostockim.
1 lipca 1952 zniesiono gromady Chobotki-Kolonia i Chobotki-Wieś, tworząc z nich jedną gromadę Chobotki.
W dniu 1 lipca 1952 roku gmina była podzielona na 37 gromad: Bagno, Brzozówka, Chobotki, Ciesze, Dudki, Guzy, Jasionóweczka, Jasionówka, Jaskra, Kalinówka Kościelna, Kalinówka Królewska, Kamionka, Kąty, Koleśniki, Konopczyn, Koziniec, Krasne Folwarczne, Krasne Małe, Krasne Stare, Kropiwnica, Krzeczkowo, Krzywa, Łękobudy, Łupichy, Milewskie, Mońki, Ogrodniki, Potoczyzna, Przytulanka, Rusaki, Rutkowskie Małe, Sikory, Słomianka, Starowola, Szpakowo, Waśki i Wójtowce.
1 kwietnia 1954 roku dokonano wymiany części obszarów między gminą Kalinówka a gminami Obrubniki i Korycin (dodatniej) oraz między gminą Kalinówka a gminami Korycin i Czarna Wieś (ujemnej) oraz zmieniono przynależność powiatową całej gminy:
- do gminy Kalinówka przyłączono gromady Nowiny Kasjerskie i Nowiny-Zdroje z gminy Obrubniki w powiecie białostockim;
- do gminy Kalinówka przyłączono gromady Czarnystok, Górnystok i Kujbiedy z gminy Korycin w powiecie sokólskim;
- z gminy Kalinówka wyłączono gromady Krasne Folwarczne, Krasne Małe, Krasne Stare i Brzozówka (bez miejscowości Lacka Buda Kolonia), położone w odległym, specyficznym „ogonie” na wschodzie gminy, włączając je do gminy Korycin w powiecie sokólskim;
- z gminy Kalinówka wyłączono miejscowość Lacka Buda – położonej w najodległej części owego „ogona” – i włączono ją do gminy Czarna Wieś w powiecie białostockim.
- po zmianach tych gmina Kalinówka weszła w skład nowo utworzonego powiatu monieckiego.

Gmina Kalinówka została zniesiona 29 września 1954 roku wraz z reformą wprowadzającą gromady w miejsce gmin. Jednostki nie przywrócono 1 stycznia 1973 roku po reaktywowaniu gmin, a jej obszar wszedł w skład następujących gmin:
- 13 sołectw (34,2%) weszło w skład nowej gminy Mońki w powiecie monieckim – Ciesze, Dudki, Koleśniki, Konopczyn, Kropiwnica, Krzeczkowo, Łupichy, Mońki-Wieś, Potoczyzna, Przytulanka, Rusaki, Sikory i Waśki (a także miasto Mońki);
- 12 sołectw (31,6%) weszło w skład nowej gminy Jasionówka w powiecie monieckim – Czarnystok, Górnystok, Jasionóweczka, Jasionówka, Kalinówka Królewska, Kamionka, Kąty, Koziniec, Kujbiedy, Łękobudy, Milewskie i Słomianka[13];
- 8 sołectw (21,1%) weszło w skład nowej gminy Knyszyn w powiecie monieckim  – Chobotki, Guzy, Jaskra, Kalinówka Kościelna, Nowiny Kasjerskie, Nowiny-Zdroje, Ogrodniki i Wójtowce[14];
- 5 sołectw (13,2%) weszło w skład reaktywowanej gminy Jaświły w powiecie monieckim – Bagno, Krzywa, Rutkowskie Małe, Starowola i Szpakowo;
- 1 sołectwo (2,6%) weszło w skład nowej gminy Czarna Białostocka w powiecie białostockim – Brzozówka Koronna[15].